# Miquel Esteve

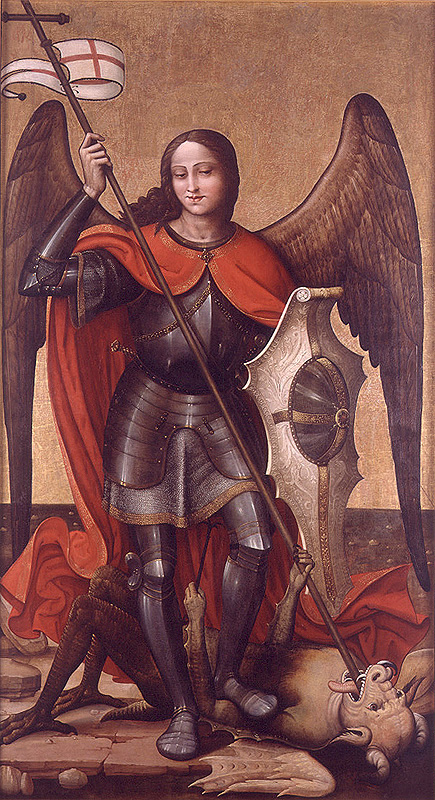
Sant Miquel Arcàngel, Museu de Belles Arts de València, procedeix del castell de Montesa.

Miquel Esteve  fou un pintor actiu a València en el primer terç del segle xvi, aproximadament entre 1507 i 1528.
Es desconeix el lloc i data del seu naixement i se'l suposa col·laborador dels Hernandos, Fernando Yáñez de la Almedina i Fernando de los Llanos, en l'execució de les portes del retaule major de la catedral de València, entre 1507 i 1510. El seu nom apareix en el Llibre de la Tatxa Reial (empadronament econòmic) junt amb altres pintors residents a la ciutat, com ara Roderic d'Osona, els Hernandos, Vicent Macip i Pere Cabanes.
Tramoyeres publicà el 1919 el contracte entre Miquel Esteve i els jurats de la ciutat de València per a la decoració de la capella de la Casa de la Ciutat. Aquest contracte estipulava la decoració pictòrica dels mitjos punts o definicions de la volta amb la representació de la Majestat de Jesucrist amb aurèola de querubins, els quals havien de ser idèntics a la Majestat pintada a la capella major de la catedral (es feia relació a les pintures de Paolo de San Leocadio i Francesco Pagano) i devia completar-se amb els dotze apòstols i uns àngels músics. Aquest programa pictòric va compartir l'espai amb el tríptic del Judici Final de Vrancke van der Stockt, obra comprada pels jurats el 1494 al mercader flamenc Joan de l'Anell. Un document notarial del 9 d'abril de 1519 informa que Esteva va pactar a Miguel del Prado la divisió del treball pictòric de la capella. La contractació de Miquel Esteve per part dels jurats indica el canvi de gust per les formes renaixentistes italianes.
L'enderrocament de la Casa de la Ciutat el 1860 va provocar que es perdera la major part de la seua decoració, això no obstant se salvaren alguns fragments, en l'actualitat conservats al Museu Municipal de València. Tramoyeres atribueix a Esteve les figures de sant Jaume, sant Pere, el grup de sant Bartomeu i sant Mateu, el cap de la Mare de Déu i un fragment amb un àngel. A Miguel de Prado atribueix el sant Joan Evangelista i dues llunetes de les quals només es conserva el dibuix de l'emprimació.
La taula del Miracle del Cavaller de Colònia del Col·legi del Corpus Christi, després de diverses atribucions, s'ha adjudicat a Miquel Esteve. Al voltant d'aquesta obra s'han reunit un grup de pintures afins, entre les quals es troben el retaule de la parròquia de Llucena, la Mare de déu amb l'Infant i sant Joanet, col·lecció privada; el Somni de sant Josep a la parròquia de la Jana i quatre taules conservades al Museu de Belles Arts de València, entre les quals destaca la Sagrada Família al taller de sant Josep.
L'any 1528 ja estaria mort, com indica el testament de la seua viuda que testa en la seua filla Jerònima.